# 윤갑수
윤갑수(1956년 4월 20일 ~ )는 대한민국의 배우이다.

## 출연

### 방송

#### 드라마
- 1994년 KBS 2TV 《인간의 땅》 - 황 서방 역
- 1995년 MBC 《제4공화국》 - 윤흥정 역
- 1996년 KBS 2TV 《첫사랑》
- 1996년 SBS 《임꺽정》
- 1998년 KBS 2TV 《야망의 전설》
- 1998년 SBS 《홍길동》
- 1998년 SBS 《흐린 날에 쓴 편지》
- 1999년 SBS 《젊은 태양》
- 1999년 MBC 《허준》
- 2000년 SBS 《덕이》
- 2000년 MBC 《아줌마》
- 2001년 SBS 《여인천하》
- 2001년 MBC 《상도》
- 2002년 KBS 1TV 《제국의 아침》
- 2002년 KBS 2TV 《태양인 이제마》
- 2002년 SBS 《야인시대》 - 친일파 부자/노름꾼/종로 상인 역
- 2002년 SBS 《대망》
- 2002년 MBC 《어사 박문수》
- 2002년 KBS 2TV 《장희빈》
- 2003년 SBS 《올인》
- 2003년 KBS 1TV 《무인시대》
- 2003년 MBC 《다모》 - 불량배 역
- 2003년 MBC 《대장금》 - 오리 장수 역
- 2004년 KBS 2TV 《애정의 조건》
- 2004년 SBS 《장길산》
- 2004년 MBC 《영웅시대》
- 2004년 KBS 1TV 《불멸의 이순신》 - 평산 역
- 2004년 KBS 2TV 《두번째 프러포즈》
- 2004년 KBS 2TV 《해신》
- 2005년 MBC 《제5공화국》 - 김영선 역
- 2005년 SBS 《서동요》
- 2006년 KBS 1TV 《서울 1945》
- 2006년 KBS 1TV 《강이 되어 만나리》
- 2006년 MBC 《주몽》 - 노근 역
- 2006년 SBS 《연개소문》 - 장손사 역
- 2006년 KBS 1TV 《대조영》
- 2006년 KBS 2TV 《황진이》
- 2007년 MBC 《이산》
- 2008년 KBS 2TV 《대왕 세종》
- 2008년 KBS 2TV 《쾌도 홍길동》
- 2008년 KBS 2TV 《바람의 나라》
- 2008년 KBS 2TV 《아내와 여자》
- 2009년 KBS 2TV 《천추태후》
- 2009년 MBC 《돌아온 일지매》
- 2009년 MBC 《선덕여왕》
- 2009년 KBS 2TV 《수상한 삼형제》 - 박사기 역
- 2010년 KBS 1TV 《명가》
- 2010년 MBC 《동이》
- 2010년 SBS 《자이언트》
- 2010년 MBC 《김수로》 - 한나라 선도대인 역
- 2010년 KBS 2TV 《제빵왕 김탁구》
- 2010년~2011년 SBS 《괜찮아, 아빠딸》 - 고 회장 역
- 2011년 SBS 《파라다이스 목장》 - 말 관리하는 남자 역
- 2011년 KBS 2TV 《부부클리닉 사랑과 전쟁 2》
- 2011년 SBS 《보스를 지켜라》
- 2012년 SBS 《옥탑방 왕세자》 - 사장 역
- 2012년 KBS 2TV《내 딸 서영이》
- 2012년 MBC 《마의》
- 2013년 MBC 《백년의 유산》 - 공인중개사 역
- 2013년 MBC 《구가의 서》 - 상인 역
- 2013년 KBS 2TV 《은희》
- 2013년 MBC 《기황후》
- 2014년~2015년 MBC 《전설의 마녀》 - 사진사 역
- 2015년 KBS 2TV 《어셈블리》
- 2015년 MBC 《내 딸, 금사월》
- 2016년 SBS 《대박》
- 2016년 KBS 1TV 《별난 가족》
- 2017년 JTBC 《품위있는 그녀》
- 2017년 KBS 2TV 《이름 없는 여자》
- 2017년 KBS 2TV 《최고의 한방》
- 2017년 KBS 2TV 《맨홀 - 이상한 나라의 필》

#### 재연극
- 1993년 ~ 1999년 MBC 《경찰청 사람들》
- 1994년 ~ 1999년 KBS 1TV 《긴급구조 119》
- 1995년 ~ 1996년 KBS 2TV 《그때 그 사건》
- 1995년 KBS 1TV 《TV는 사랑을 싣고》
- 1996년 ~ 1999년 MBC 《이야기 속으로》
- 1997년 ~ 1999년 SBS 《토요미스테리 극장》
- 1997년 ~ 1998년 MBC 《휴먼TV 즐거운 수요일》
- 1998년 ~ 2001년 KBS 2TV 《공개수배 사건 25시》
- 1998년 ~ 1999년 MBC 《휴먼TV 앗! 나의 실수》
- 2003년 KBS 2TV 《긴급구조 119》
- 2015년 KBS 1TV 《그대가 꽃》

### 영화
- 1994년 《매춘 4》
- 1995년 《총잡이》 - 농협 지점장 역
- 1997년 《마지막 방위》 - 기업측 2 역
- 1998년 《얼룩진 산하》
- 2001년 《VS》 (단편)
- 2003년 《화성으로 간 사나이》 - 소희 고모부 역
- 2003년 《거울 속으로》 - 수사부장 역
- 2003년 《은장도》 - 청나라 장군 역
- 2004년 《어디선가 누군가에 무슨 일이 생기면 틀림없이 나타난다 홍반장》 - 재수 아버지 역
- 2005년 《말아톤》 - 양재천 클럽 회장 역
- 2005년 《미스터 주부퀴즈왕》 - 녹음 기사 역
- 2006년 《한반도》 - 대회의실 각료 역